# Vladimír Šatura
Vladimír Šatura SJ (* 27. Oktober 1923 in Halmeš, Tschechoslowakei; † 2. November 2008 in Wels, Oberösterreich) war Jesuit, Theologe, Psychologe und Anthropologe.

## Leben
Vladimír Šatura trat am 30. Juli 1939 der Ordensgemeinschaft der Gesellschaft Jesu bei, studierte Theologie und Psychologe in Rom und empfing am 9. Juli 1949 die Priesterweihe. Er lehrte seit 1963 an der Theologischen Fakultät der Universität Innsbruck die Fächer Psychologie und Anthropologie. 1969 habilitierte er sich mit der Schrift „Struktur und Genese der Person: das psychologische Menschenbild“ und erhielt die venia legendi für „Christliche Philosophie unter besonderer Berücksichtigung der Psychologie“. 1974 wurde er zum Außerordentlichen Universitätsprofessor bestellt und war am Institut für Christliche Philosophie der Theologischen Fakultät Innsbruck engagiert. Šatura war Initiator des Pastoralpsychologischen Lehrgangs. 1984 ging er in Ruhestand.
Vladimír Šatura war neben seelsorgerischen Tätigkeiten in Grieskirchen in Oberösterreich, in Bratislava sowie in Steyr und Thalheim bei Wels als Autor tätig.
Er wurde in seinem Geburtsort Jablonec, Slowakei, beigesetzt.

## Schriften
- Kants Erkenntnispsychologie, 1971, ISBN 3-416-00702-6
- Kantstudien. Kants Erkenntnispsychologie in den Nachschriften seiner Vorlesungen über empirische Psychologie, Bouvier-Verlag Grundmann 1971, zusammen mit Ingeborg Heidemann
- Jugend im Konflikt. Probleme der Verwahrlosung und Kriminalität, Tyrolia-Verlag Innsbruck/Wien/München 1972, ISBN 3-7022-1050-4
- Religion und seelische Gesundheit. Psychotherapeutische Momente in der religiösen Erfahrung, Veritas-Verlag Linz|Wien 1981, ISBN 3-85329-283-6
- Meditation aus der Sicht der Psychologie und der christlichen Tradition, Verlag St. Peter Salzburg 1981, ISBN 3-900173-31-1
- Intensiver leben: ohne Sinnfindung keine Lebenserfüllung, Herder Freiburg 1982, ISBN 3-210-24676-9
- Damit die Liebe gelingt, Herder Freiburg 1987, ISBN 3-210-24731-5 zusammen mit Ulrich Beer, Heinz Schuster
- Žime intenzívnejšie, Dobrá kniha 2006, ISBN 80-7141-513-8 (slowakisch)

## Nachweise
1. ↑  Jesuiten in Österreich: Nachruf P. Vladimir Šatura SJ (Seite nicht mehr abrufbar, festgestellt im Mai 2019. Suche in Webarchiven)  Info: Der Link wurde automatisch als defekt markiert. Bitte prüfe den Link gemäß Anleitung und entferne dann diesen Hinweis.

| Personendaten    | Personendaten                                                                         |
| ---------------- | ------------------------------------------------------------------------------------- |
| NAME             | Šatura, Vladimír                                                                      |
| ALTERNATIVNAMEN  | Šatura, Vladimír SJ                                                                   |
| KURZBESCHREIBUNG | slowakisch-österreichischer Ordensgeistlicher, Jesuit, Theologe, Psychologe und Autor |
| GEBURTSDATUM     | 27. Oktober 1923                                                                      |
| GEBURTSORT       | Halmeš, Tschechoslowakei                                                              |
| STERBEDATUM      | 2. November 2008                                                                      |
| STERBEORT        | Wels, Oberösterreich                                                                  |